# Gennaro Ruotolo
Gennaro Ruotolo (Santa Maria a Vico, 20 de março de 1967) é um técnico de futebol e ex-futebolista italiano que atuava como meio-campista. Atualmente está sem clube.

## Carreira
Em sua carreira, iniciada em 1984 no Sorrento, Ruotolo destacou-se ao jogar 14 temporadas consecutivas pelo Genoa, onde chegou em 1988 vindo do Arezzo. Pelos Grifoni, disputou 444 partidas e marcou 35 gols. Foi campeão da Série B italiana em 1989 e do Torneio Anglo-Italiano em 1996. Deixou o Genoa em 2002 para defender o Livorno, que disputava a antiga Série C1 (atual Lega Pro).
Sua única experiência no exterior foi no Al-Ittihad, jogando 10 partidas e conquistando o Campeonato Saudita de 2002-03. Mesmo com idade avançada, foi peça importante no acesso do Livorno à Série A em 2004, participando em 41 jogos na campanha do acesso. Após 83 partidas e 4 gols marcados pelos Amarantos, voltou ao Sorrento em 2006, atuando em 25 partidas. Em 2007, aos 40 anos, rescindiu o contrato e assinou com o Massa Lubrense, equipe da Promozione da Campânia, e onde encerraria a carreira de jogador.

## Seleção Italiana
Fez uma partida pela Seleção Italiana, em 1991, contra a Dinamarca.

## Carreira como técnico
Em maio de 2009, com a saída de Leonardo Acori, de quem era auxiliar-técnico, Ruotolo foi promovido a treinador interino para as últimas rodadas da Série B, vencendo os play-offs de acesso. Porém, foi afastado por falta de resultados em outubro do mesmo ano.
Na temporada 2009-10, voltou a comandar o Livorno, mas o comitê executivo da Federação Italiana de Futebol não autorizou que o ex-meia treinasse o clube por não ter a licença oficial de técnico. Com isso, Vittorio Russo foi escalado como seu "tutor", e a dupla permaneceu até a oitava rodada. Após a demissão de Serse Cosmi, Ruotolo foi novamente escolhido como técnico dos Amarantos, desta vez sem Russo. Após 6 rodadas, perdeu o emprego ao não evitar o rebaixamento da equipe, dando lugar a Giuseppe Pillon.
Passou também por Savona, Sorrento, Treviso e Sangiovannese, último clube que treinou, na temporada 2015-16.